# Finnischer Fußballpokal 1958
Der Finnische Fußballpokal 1958 (finnisch Suomen Cup 1958) war die vierte Austragung des finnischen Pokalwettbewerbs. Er wurde vom finnischen Fußballverband ausgetragen. Das Finale fand am 3. September 1958 im Olympiastadion Helsinki statt.
Pokalsieger wurde Kotkan Työväen Palloilijat. Das Team setzte sich im Finale gegen Kronohagens IF mit 4:1 durch. Titelverteidiger IF Drott war in der 1. Runde gegen den Drittligisten Seinäjoen Sisu ausgeschieden.
Alle Begegnungen wurden in einem Spiel ausgetragen. Bei unentschiedenem Ausgang wurde das Spiel auf des Gegners Platz wiederholt. Bis zur 3. Runde hatten unterklassige Teams Heimrecht.

## Teilnehmende Teams
Für die erste Hauptrunde waren 33 Vereine der ersten und zweiten Liga direkt qualifiziert. Dazu kamen 31 Mannschaften der dritten und vierten Liga, die nach zwei Qualifikationsrunden startberechtigt waren.
| Veikkausliiga (9) | Ykkönen Süd (8) | Ykkönen West (8) | Ykkönen Nord (8) |
| --- | --- | --- | --- |
| - Haka Valkeakoski - Helsingfors IFK - Helsingin Palloseura - HJK Helsinki - Ilves-Kissat Tampere - Kotkan Työväen Palloilijat - Kuopion PS - Turku PS - Vaasa IFK - Vaasan PS | - Helsingin Pallo-Pojat - Helsingin Ponnistus - Joensuun Palloseura - Kotkan Reipas - Kronohagens IF - Lappeenrannan Pallo - Peli-Karhut Jalkapallo - Sudet Helsinki | - Hangö IK - Lahden Pallo-Miehet - RU-38 Pori - Tampereen Kisa-Toverit - Tampereen Pallo-Veikot - Turun Pyrkivä - Turun Toverit - Turun Weikot | - IF Drott - Gamlakarleby BK - Jakobstads BK - Jakobstads Into - Kajaanin Palloilijat - Kuopion Pallotoverit - Oulun Työväen Palloilijat - Tornion Pallo -47             |
| Maakuntasarja (22) | Maakuntasarja (22) | Maakuntasarja (22) | Aluesarja (9) |
| - Åbo IFK - Helsingin Kullervo - Helsingin Toverit - Karihaaran Tenho - Käpylän Urheilu-Veikot - Kemin Palloseura - Kotkan Jäntevä - Kuopion Elo                               | - Lapuan Virkiä - Mikkelin Pallo-Kissat - Oulun Palloseura - Porin Pallo-Toverit - Porvoon Veikot - Rauman Pallo - Riihimäen Palloseura                              | - Salon Vilpas - Seinäjoen Sisu - Töölön Vesa - Turun Kisa-Veikot - Turun Pallokerho - Viipurin Reipas - Warkauden Pallo -35                   | - Äänekosken Huima - Kaipiaisten Kajastus - Loviisan Tor - Mäntän Valo - Messukylän Toverit - Pallo-Kerho 37 - Simpeleen Urheilijat - Tahmelan Vesa - Toijalan Pallo -49 |

## 1. Runde
|                        | Ergebnis  |                            |
| ---------------------- | --------- | -------------------------- |
| Tampereen Kisa-Toverit | 1:3       | Helsingin Ponnistus        |
| Töölön Vesa            | 2:9       | Kotkan Työväen Palloilijat |
| Simpeleen Urheilijat   | 4:3       | Lappeenrannan Pallo        |
| Joensuun Palloseura    | 1:3       | Kajaanin Palloilijat       |
| Äänekosken Huima       | 3:4       | Warkauden Pallo -35        |
| Kuopion Elo            | 0:8       | Kuopion PS                 |
| Oulun Palloseura       | 3:1       | Gamlakarleby BK            |
| Kemin Palloseura       | 0:3       | Tornion Pallo -47          |
| Toijalan Pallo -49     | 0:1       | Messukylän Toverit         |
| Tahmelan Vesa          | 1:5       | RU-38 Pori                 |
| Kotkan Reipas          | 3:2       | Helsingfors IFK            |
| Loviisan Tor           | 2:4       | Helsingin Pallo-Pojat      |
| Salon Vilpas           | 3:4       | Turun Toverit              |
| Hangö IK               | 3:4       | Ilves-Kissat Tampere       |
| Kaipiaisten Kajastus   | 2:4       | Kotkan Jäntevä             |
| Mikkelin Pallo-Kissat  | 1:1 n. V. | Helsingin Toverit          |
| Seinäjoen Sisu         | 4:3       | IF Drott                   |
| Jakobstads Into        | 2:3       | Vaasan PS                  |
| Mäntän Valo            | 2:4       | Tampereen Pallo-Veikot     |
| Riihimäen Palloseura   | 2:6       | Turku PS                   |
| Pallo-Kerho 37         | 1:6       | Kuopion Pallotoverit       |
| Peli-Karhut Jalkapallo | 1:2       | Helsingin Palloseura       |
| Viipurin Reipas        | 0:4       | Sudet Helsinki             |
| Turun Pallokerho       | 1:3       | Kronohagens IF             |
| Lapuan Virkiä          | 1:2       | Jakobstads BK              |
| Karihaaran Tenho       | 1:2       | Oulun Työväen Palloilijat  |
| Porvoon Veikot         | 1:2       | Lahden Pallo-Miehet        |
| Helsingin Kullervo     | 2:3       | HJK Helsinki               |
| Käpylän Urheilu-Veikot | 1:0       | Turun Pyrkivä              |
| Turun Weikot           | 1:2       | Haka Valkeakoski           |
| Rauman Pallo           | 4:5       | Åbo IFK                    |
| Porin Pallo-Toverit    | 0:3       | Turun Kisa-Veikot          |

### Wiederholungsspiel
|                   | Ergebnis |                       |
| ----------------- | -------- | --------------------- |
| Helsingin Toverit | 4:1      | Mikkelin Pallo-Kissat |

## 2. Runde
|                        | Ergebnis |                            |
| ---------------------- | -------- | -------------------------- |
| Helsingin Ponnistus    | 2:5      | Kotkan Työväen Palloilijat |
| Simpeleen Urheilijat   | 0:6      | Kajaanin Palloilijat       |
| Warkauden Pallo -35    | 1:5      | Kuopion PS                 |
| Oulun Palloseura       | 3:1      | Tornion Pallo -47          |
| Messukylän Toverit     | 1:8      | RU-38 Pori                 |
| Kotkan Reipas          | 3:1      | Helsingin Pallo-Pojat      |
| Turun Toverit          | 2:4      | Ilves-Kissat Tampere       |
| Kotkan Jäntevä         | 5:0      | Helsingin Toverit          |
| Seinäjoen Sisu         | 0:2      | Vaasan PS                  |
| Tampereen Pallo-Veikot | 4:3      | Turku PS                   |
| Kuopion Pallotoverit   | 0:3      | Helsingin Palloseura       |
| Sudet Helsinki         | 0:3      | Kronohagens IF             |
| Jakobstads BK          | 0:7      | Oulun Työväen Palloilijat  |
| Lahden Pallo-Miehet    | 0:6      | HJK Helsinki               |
| Käpylän Urheilu-Veikot | 0:4      | Haka Valkeakoski           |
| Åbo IFK                | 3:2      | Turun Kisa-Veikot          |

## 3. Runde
|                            | Ergebnis |                        |
| -------------------------- | -------- | ---------------------- |
| Kotkan Työväen Palloilijat | 1:0      | Kajaanin Palloilijat   |
| Kuopion PS                 | 7:0      | Oulun Palloseura       |
| RU-38 Pori                 | 4:1      | Kotkan Reipas          |
| Ilves-Kissat Tampere       | 5:1      | Kotkan Jäntevä         |
| Vaasan PS                  | 1:2      | Tampereen Pallo-Veikot |
| Helsingin Palloseura       | 2:4      | Kronohagens IF         |
| Oulun Työväen Palloilijat  | 2:7      | HJK Helsinki           |
| Haka Valkeakoski           | 4:1      | Åbo IFK                |

## Viertelfinale
|                            | Ergebnis |                      |
| -------------------------- | -------- | -------------------- |
| HJK Helsinki               | 2:1      | Haka Valkeakoski     |
| RU-38 Pori                 | 5:1      | Ilves-Kissat Tampere |
| Tampereen Pallo-Veikot     | 1:2      | Kronohagens IF       |
| Kotkan Työväen Palloilijat | 2:1      | Kuopion PS           |

## Halbfinale
|                            | Ergebnis |              |
| -------------------------- | -------- | ------------ |
| Kotkan Työväen Palloilijat | 3:1      | RU-38 Pori   |
| Kronohagens IF             | 3:2      | HJK Helsinki |

## Finale
| Paarung                    | Kotkan Työväen Palloilijat – Kronohagens IF |
| Ergebnis                   | 4:1 (1:1) |
| Datum                      | 3. September 1958 |
| Stadion                    | Olympiastadion, Helsinki |
| Zuschauer                  | 3.005 |
| Tore                       | 1:0 Antti Pirttilä (14.) 1:1 Bjarne Lindgren (40.) 2:1 Antti Pirttilä (62.) 3:1 Antti Pirttilä (77.) 4:1 Antti Pirttilä (80.)                                                      |
| Kotkan Työväen Palloilijat | Pentti Tähtinen – Juhani Pellinen, Erkki Rahikka, Eero Parkkinen – Reijo Haltsonen, Pertti Vanhanen, Antti Pirttilä – Jaakko Tiitinen, Mauri Vanhanen, Kaj Sveholm, Seppo Itkonen. |